# Ary Vasconcelos
Ary Vasconcelos (Rio de Janeiro, 4 de fevereiro de 1926 — Rio de Janeiro, 8 de outubro de 2003) foi um jornalista, crítico musical, historiador e musicólogo brasileiro.

## Biografia
Nascido em numa família de classe média, iniciou no jornalismo aos 17 anos escrevendo a coluna "Um pouco de jazz" no jornal O Globo, em parceria com Sílvio Cardoso. De 1943 a 1944 escreveu crítica para a revista A Cena Muda, de 1947 a 1952 foi secretário e crítico da revista A Cigarra, e continuou escrevendo crítica para vários veículos: O Jornal (1957-1963), Jornal do Commercio (1961-1967), O Dia (1965-1967), O Globo (1967-1970), Querida (1969-1971), Grande Hotel (1975) e Última Hora (1976-1977). Ocasionalmente fez crítica de teatro e cinema.
Foi roteirista de programas radiofônicos nas emissoras Tupi e Tamoio, apresentou o programa Música Brasileira de Sempre na Rádio MEC; foi assistente de Direção e Redação de O Cruzeiro entre 1952 e 1955, diretor de Redação da União Brasileira de Editores de 1968 a 1969, e diretor cultural da Associação Brasileira de Imprensa, a qual presidiu na década de 1990. Presidiu o Clube dos Cronistas de Discos (1957-1958) e a Associação Brasileira de Críticos de Discos (1959-1961 e 1963-1965), foi um dos fundadores do Clube de Jazz e Bossa em 1965, chefe da Musicoteca do Museu da Imagem e do Som (1965-1966), e um dos fundadores e membro do Conselho Superior da Música Popular Brasileira e do Conselho Estadual da Cultura do Rio de Janeiro. Participou ativamente das três edições do Encontro de Pesquisadores da Música Popular Brasileira (1974, 1976 e 1982), em 1976 foi 1º tesoureiro da Associação de Pesquisadores da Música Popular Brasileira e, entre 1976 e 1979, assessor do Instituto de Música da Funarte, sendo o responsável pelo lançamento de quase todos os livros pulicados pelo MEC sobre música popular nesse período.
Participou do júri de diversos festivais de música importantes, como o Grande Concerto de Jazz (1955 e 1956), o I Festival da Penha (1957), o Festival Internacional da Canção (1966, 1967 e 1968), o I Festival Nacional de Música Popular Brasileira (1967), o II Festival Estudantil de Música Popular Brasileira (1968) e a I Bienal do Samba (1968).

## Obra
Sua produção de crítica na imprensa tem um caráter fragmentário e o autor é mais importante como historiador. Foi um herdeiro da tradição interpretativa nacionalista iniciada por Mário de Andrade, Camargo Guarnieri e Guerra Peixe, entre outros, contribuindo, como disse Luã Leal, para "pensar o moderno e resgatar o tradicional", e para separar a música folclórica da música popular como objeto de estudo. Também foi um dos precursores da análise sociológica da história do Brasil a partir da perspectiva da música popular.
Em suas obras, além de traçar a história da música, faz extensos levantamentos sobre a produção dos compositores e oferece pequenos ensaios biográficos. De acordo com Marino & Moraes, assim como todos os historiadores da música de sua geração, seu engajamento com o tema não se caracteriza pela invariável objetividade e pelo distanciamento crítico típicos dos acadêmicos contemporâneos, ele veio do mundo do jornalismo e da música prática, e seu engajamento é pessoal e muitas vezes passional e partidário. E como os outros historiadores, além de fontes escritas, usa muito como material de trabalho suas próprias experiências pessoais e memórias informais de outros que ele conheceu diretamente ou que resgatou de terceiros. Apesar desses aspectos, que podem muitas vezes gerar problemas de validação, e de certa inconsistência narrativa e metodológica, seu legado é de grande importância como "um dos primeiros a construir alicerces mais firmes para a formação da historiografia da música popular brasileira. [...] Ele tateou por caminhos nada comuns para seu lugar social".
Para Napolitano & Wasserman, ele "tentava preservar, de maneira mais sistematizada, uma determinada tradição, corroborando a ideia de um passado original e grandioso, que ele localizava nos anos 1930, e que chamou de Época de Ouro". Não tinha um projeto muito claro ou orgânico, mas junto com seus colegas de geração marcou "uma fase importante na historiografia da música popular brasileira", interferindo "nos meios de comunicação de massa para fazer com que suas ideias tivessem uma circulação mais ampla". Com o trabalho desse grupo, apelando para as suas raízes tradicionais, o samba foi consagrado como manifestação nacional e autêntica, num momento em que a grande popularidade da bossa nova alterava toda a estrutura da música popular urbana e interferia na própria caracterização do samba.
Seu livro Panorama da Música Popular Brasileira, publicado em 1964, foi muito bem recebido em seu lançamento, sendo objeto de várias resenhas. Sérgio Cabral, por exemplo, o chamou de "livro de fazer inveja", e Hélio Pólvora disse que era "um verdadeiro trabalho de Hércules". Segundo Leal, a obra tornou-se um clássico na historiografia da música brasileira, incluindo-se em um pequeno grupo de textos que "foram fundamentais para refundar as bases interpretativas a respeito de processos históricos que abrangem a música popular, a folclórica e a erudita".
Em Raízes da Música Popular Brasileira (1500-1889), lançado em 1977, ele amplia o escopo do seu primeiro livro e se preocupa principalmente com identificar fontes documentais para as origens remotas da MPB e com a elaboração de teorias para essa origem baseadas na formação da própria cultura e sociedade do povo brasileiro. Foi um dos primeiros divulgadores da importante atividade musical dos missionários jesuítas, apesar de trabalhar com a escassez de fontes e estudos disponíveis em seu tempo.
Panorama da Música Brasileira na Bellé Époque (1977) e A Nova Música da República Velha (1985) continuam nessa linha de associar a sociedade e a música, incorporando também a análise da repercussão de eventos políticos e militares do Brasil e do mundo, e identificando o período de passagem do Império para República como fundamental nesse processo formativo, revelando, segundo a leitura de Marino & Moraes, "a movimentação do autor em direção a uma produção historiográfica total, capaz de se situar em amplos debates da história e sociedade nacional".
Carinhoso etc. - História e inventário do choro (1984) traz a primeira tentativa de periodização histórica do choro, estabelecendo seis fases ou "gerações", um esquema que depois foi adotado por outros historiadores, embora, segundo Márcia Taborda, seus critérios não sejam muito consistentes.
Publicações:
- Panorama da Música Popular Brasileira (2 volumes), 1964, 2ª edição revista e ampliada em 1991
- Raízes da Música Popular Brasileira (1500-1889), 1977
- Panorama da Música Brasileira na Bellé Époque, 1977
- Luís Pistarini, um Bandolim Esquecido, 1983
- Carinhoso etc. - História e inventário do choro, 1984
- A Nova Música da República Velha, 1985
- Brasil Musical - Viagem pelos Sons e Ritmos Populares, 1988 (com Tárik de Souza, Roberto M. Moura, João Máximo e outros)